# Bladkelkkapiteel
Een bladkelkkapiteel is een type bladkapiteel en een type kelkkapiteel dat werd toegepast in de kerken-bouwkunst. Dit type kapiteel kwam op in de middeleeuwen vanaf ongeveer 1160.
Dit type kapiteel kenmerkt zich door de schikking van gladde, generfde bladeren om de kern, die met name op de hoeken in een knopvorm opgerold zijn. Ze komen voor bij verschillende vormen dekplaten, te weten de vierkante, achtkantige en ronde.
Vanaf de 13e eeuw worden de bladeren van het kapiteel uitgevoerd in een naturalistischere stijl, waarbij de vorm ontleend werd aan die van planten, bijvoorbeeld het klaverblad en de klimop. Vanaf ongeveer halverwege de dertiende eeuw worden de hoekknoppen steeds losser toegepast, waarbij ze een gekrulde vorm krijgen die onder of om de dekplaat omhoog krult.
In de laatgotiek werden er steeds minder bladkelkkapitelen gebruikt omdat men in die stijl de geledingen en profielen steeds meer in elkaar over liet gaan.
Het verspreidingsgebied van de bladkelkkapitelen is vooral de vroege (Noord-Franse) gotiek.